# Bobby Verwey
Robert Verwey (21 januari 1941) is een golfprofessional uit Zuid-Afrika.
Bobby Verwey groeide op in een gezin waar vader Jock golfprofessional was en tweevoudig winnaar van het PGA Kampioenschap (1948, 1949).

## Professional
In het begin speelde Verwey alleen in Zuid-Afrika, en begin 60'er jaren speelde hij ook in Engeland. Pas veel later, in 1978, 1979 en 1980, speelde hij op de Europese PGA Tour en eindigde tweemaal in de top-60 van de Order of Merit. Van 1991 - 2004 speelde hij op de Seniors Tour.
In 1981 werd hij beschuldigd zijn marker dichter bij de hole te hebben teruggelegd. Hierop volgde een verbod voor twee jaar  om toernooien te spelen.
De zuster van Bobby Verwey, Vivienne of Vivian, is getrouwd met Gary Player.

### Gewonnen

#### Europa
- 1962: German Open

#### Zuid-Afrika
- 1963: Western Province Open
- 1968: Transvaal Open, Western Province Open, Pepsi Open
- 1975: Transkei Open

#### Seniors
- 1991: The Senior British Open Championship (jongste winnaar ooit: 50 jaar en 5 maanden en 23 dagen)
- 1992: Lawrence Batley Seniors
- 1996: Beko/Oger Tours Turkish Open
- 1998: Credit Suisse Private Banking Seniors Open, Lawrence Batley Seniors
- 2000: Nippon Jurin Senior Open in Japan

### Teams
- World Cup: 1978, 1980
- Praia D'el Rey European Cup: 1998